# Sexy Sadie
"Sexy Sadie" é uma canção dos Beatles composta por John Lennon, creditada à  dupla Lennon-McCartney, e lançada no álbum The Beatles de 1968. Foi escrita após uma viagem dos membros da banda para a Índia juntamente a celebridades como Mia Farrow e Mike Love (Beach Boys) para se encontrar com o guru Maharishi Mahesh Yogi. Os Beatles ficaram frustrados com o fato do guru se autointitular o "mestre espiritual" deles e ainda pedir 10% da renda anual deles, além da tentativa do indiano de paquerar Mia quando esta ficou sozinha com ele a pedido do próprio.

## Créditos
- John Lennon - vocal, vocal de apoio, guitarra rítmica e Órgão Hammond
- Paul McCartney - baixo, piano e vocal de apoio
- George Harrison - guitarra solo e vocal de apoio
- Ringo Starr - bateria e pandeirola